# Euphorbia makinoi
Euphorbia makinoi es una especie de fanerógama perteneciente a la familia de las euforbiáceas.  Es originaria de Taiwán y Filipinas.

## Taxonomía
Euphorbia makinoi fue descrita por Bunzō Hayata y publicado en Journal of the College of Science, Imperial University of Tokyo 30(1): 262–263. 1911.
Etimología
Euphorbia: nombre genérico que deriva del médico griego del rey Juba II de Mauritania (52 a 50 a. C. - 23), Euphorbus, en su honor – o en alusión a su gran vientre –  ya que usaba médicamente Euphorbia resinifera. En 1753 Carlos Linneo asignó el nombre a todo el género.
makinoi: epíteto otorgado en honor del botánico japonés Tomitaro  Makino (1862 - 1957), pionero de la botánica japonesa que publicó en 1940 una Flora Ilustrada del Japón.
Sinonimia
- Chamaesyce makinoi (Hayata) H.Hara	[5][1]